# Sajania (gênero)
- Commons
- Wikispecies

Sajania é um género botânico pertencente à família Apiaceae.

## Espécies
- Sajania monstrosa